# Anett Mészáros
Anett Mészáros (ur. 14 lipca 1987) – węgierska judoczka, dwukrotna wicemistrzyni świata, mistrzyni Europy.
Największym sukcesem zawodniczki jest srebrny medal mistrzostw świata w 2009 roku oraz w 2010 w kategorii do 70 kg. W 2007 i 2011 roku zajmowała 3. miejsce.